# Naranjuelo
Naranjuelo är en ort i Mexiko.   Den ligger i kommunen Quechultenango och delstaten Guerrero, i den södra delen av landet, 240 km söder om huvudstaden Mexico City. Naranjuelo ligger 777 meter över havet och antalet invånare är 256.
Terrängen runt Naranjuelo är kuperad västerut, men österut är den bergig. Terrängen runt Naranjuelo sluttar västerut. Runt Naranjuelo är det ganska tätbefolkat, med 58 invånare per kvadratkilometer. Närmaste större samhälle är Xochitepec, 10,0 km sydväst om Naranjuelo. I omgivningarna runt Naranjuelo växer huvudsakligen savannskog.